# An der Langen Straße 4

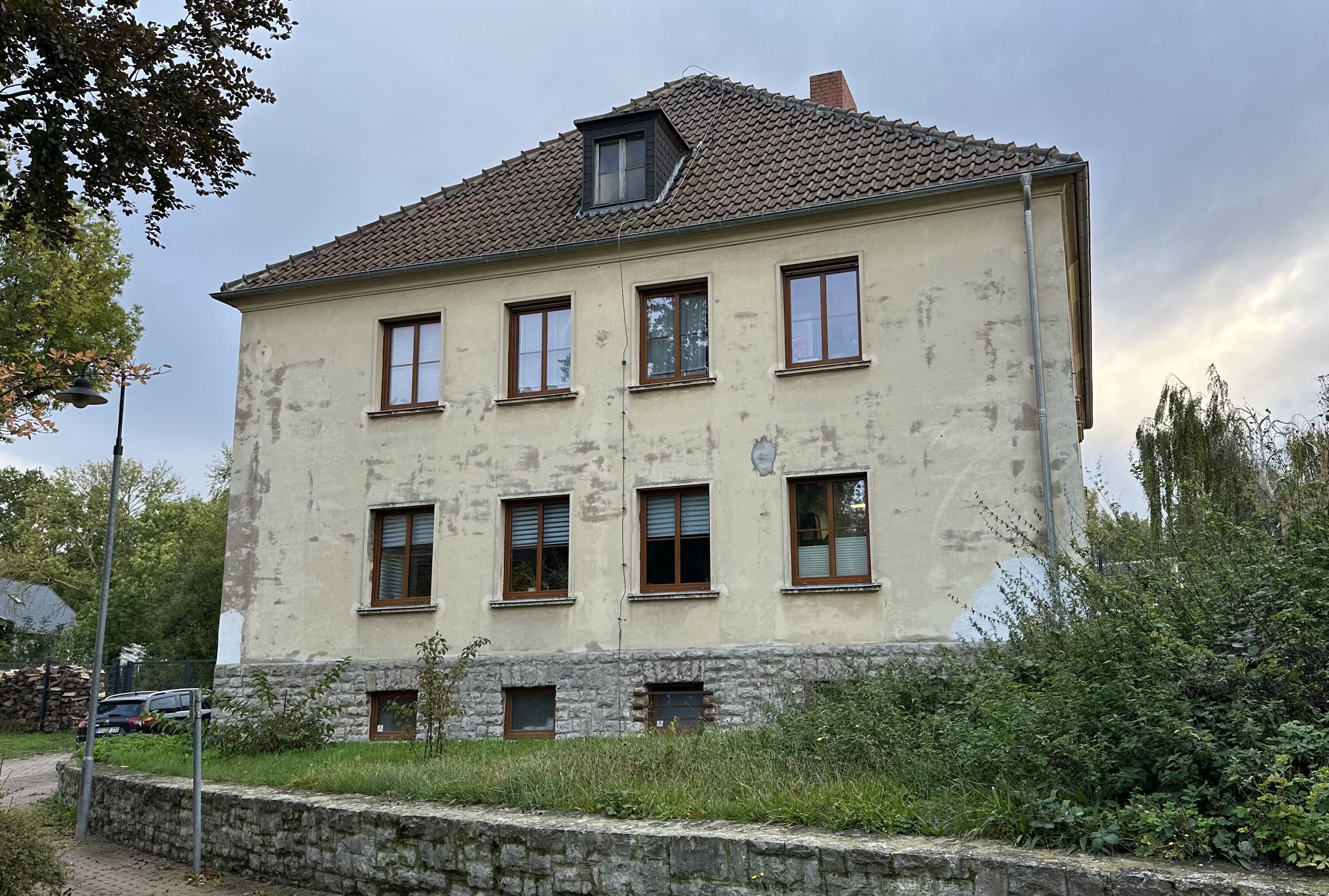
An der Langen Straße 4 im Jahr 2024

An der Langen Straße 4 ist ein denkmalgeschütztes Wohnhaus im zur Ortschaft Domnitz gehörenden Dorf Dornitz in der Stadt Wettin-Löbejün in Sachsen-Anhalt.
Das Gebäude befindet sich im Ortskern des Dorfes, etwas östlich der Dorfkirche Dornitz. In der Vergangenheit lautete die Adressierung mal Lange Straße 4. 
Das zweigeschossige Wohnhaus wurde 1937/1938 an der Stelle des vormaligen Gutshauses errichtet. Der Grundriss des Gebäudes ist annähernd quadratisch. Es erhebt sich, für die Umgebung ungewöhnlich, auf einem Sockel aus Rogenstein. Zum Eingang führt eine kleine Freitreppe, deren Wangen ebenfalls aus Rogenstein gefertigt sind.
Im Denkmalverzeichnis des Landes Sachsen-Anhalt ist das Wohnhaus unter der Erfassungsnummer 094 55110 als Baudenkmal verzeichnet.